# Stibasoma dyridophorum
Stibasoma dyridophorum är en tvåvingeart som beskrevs av Frederick Knab 1913. Stibasoma dyridophorum ingår i släktet Stibasoma och familjen bromsar. Inga underarter finns listade i Catalogue of Life.